# Michelin ('s-Hertogenbosch)
De Franse bandenfabrikant Michelin heeft van 1937 tot 1993 een vestiging gehad aan de Oude Vlijmenseweg 208 in 's-Hertogenbosch.

## Geschiedenis
In 1937 besloot de gemeenteraad van 's-Hertogenbosch tot verkoop van een industrieterrein, terwijl pas in 1938 duidelijk werd welk bedrijf er zich zou vestigen: Michelin. Dit bedrijf werd door de nazi's gedwongen om de vestiging in Karlsruhe te verlaten. Gezien de werkloosheid in de regio was men blij met de komst van dit nieuwe bedrijf.
De bouw van de fabriek ging voorspoedig, maar toen de Duitsers binnenvielen was de productie nog niet opgestart. De Duitse concurrent van Michelin, Continental AG, trok in het gebouw en er werden gasmaskers geproduceerd met behulp van de inzet van gevangenen uit het Kamp Vught. Toen 's-Hertogenbosch, in oktober 1944, werd bevrijd liep de fabriek zware schade op, maar in 1947 ging alsnog de productie van Michelinbanden van start. De officiële opening van de fabriek vond plaats op 24 juni 1947. Men produceerde zowel fietsbanden als banden voor personenauto's en vrachtwagens. In 1979 werd nog de tien miljoenste band geproduceerd.
In 1994 viel het besluit de fabriek te sluiten. Volgens de directie waren de kosten te hoog en de financiële situatie van het moederbedrijf was zorgelijk. De ondernemingsraad had geprobeerd de sluiting te voorkomen door de Stichting Onderzoek Multinationale Ondernemingen (SOMO) een overlevingsplan te laten opstellen. De productie van de fabriek lag op zo’n 200.000 banden per jaar terwijl de productiecapaciteit voldoende was voor een kleine 400.000 banden. Bij de fabriek in Den Bosch werkten vierhonderd mensen.
De watertoren, een van de eerste opgeleverde gebouwen (1939) wilde men sparen voor de sloop, die in 1996 begon. In 2008 verdween ook dit bouwwerk.
Het bedrijf Michelin bleef nog tot december 2012 in 's-Hertogenbosch in een vestiging aan de Koenendelseweg 25, waar men banden op velgen monteerde.